# Högtorn

Högtorn är en bergstopp i Gnesta kommun, Södermanlands län. Bergstoppen kallas även Fräkensjöberget efter närbelägna Fräkensjön. Berget är ett populärt utflyktsmål sedan lång tid tillbaka. Förbi Högtorn går Sörmlandsledens etapp 13. 

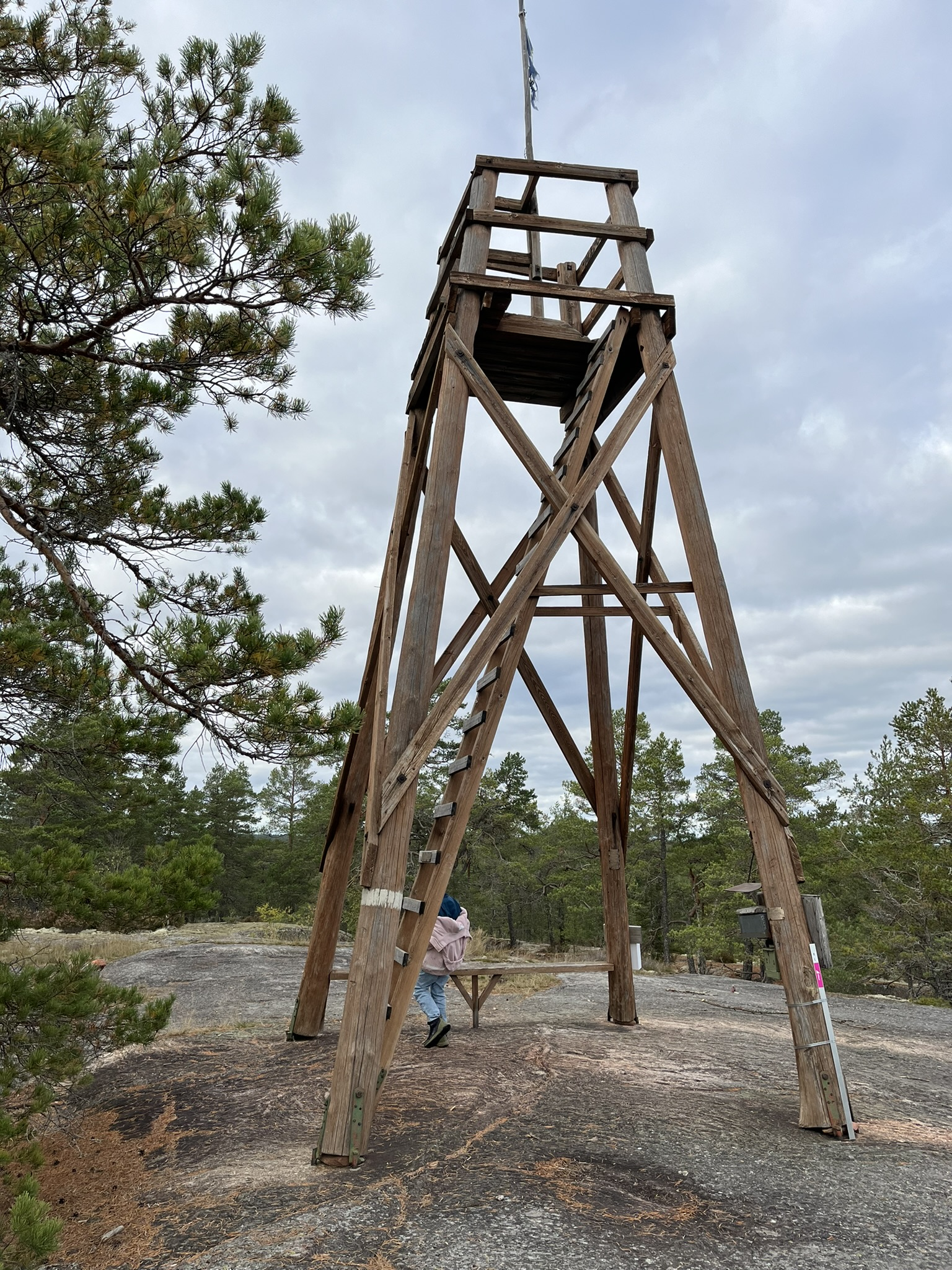
Utkikstornet vid Högtorn

På bergstoppen som ligger 92 meter över havet står ett timrat utsiktstorn som förvaltas av orienteringsklubben OK Klemmingen. Ofta kallas själva tornet för Högtorn, men egentligen är det bergstoppen som har fått ge namn åt tornet.
Vid tornet finns en informationsskylt som berättar om Högtorns historia, skapad av hembygsforskaren Sive Karlsson.
Högtorn omnämnds i Svenska Turistföreningens årsbok från 1905:
Från Högtorns högsta platå har man sålunda ett sannskyldigt haf af skog att öfverskåda, så långt ögat når. I söder, i fjärran, ser man äfven Gnestas många på ett berg uppstaplade byggnader, och långt bort åt Björnlunda kan man se bantågen teckna sin väg med ånghvisslans hvita rök. 

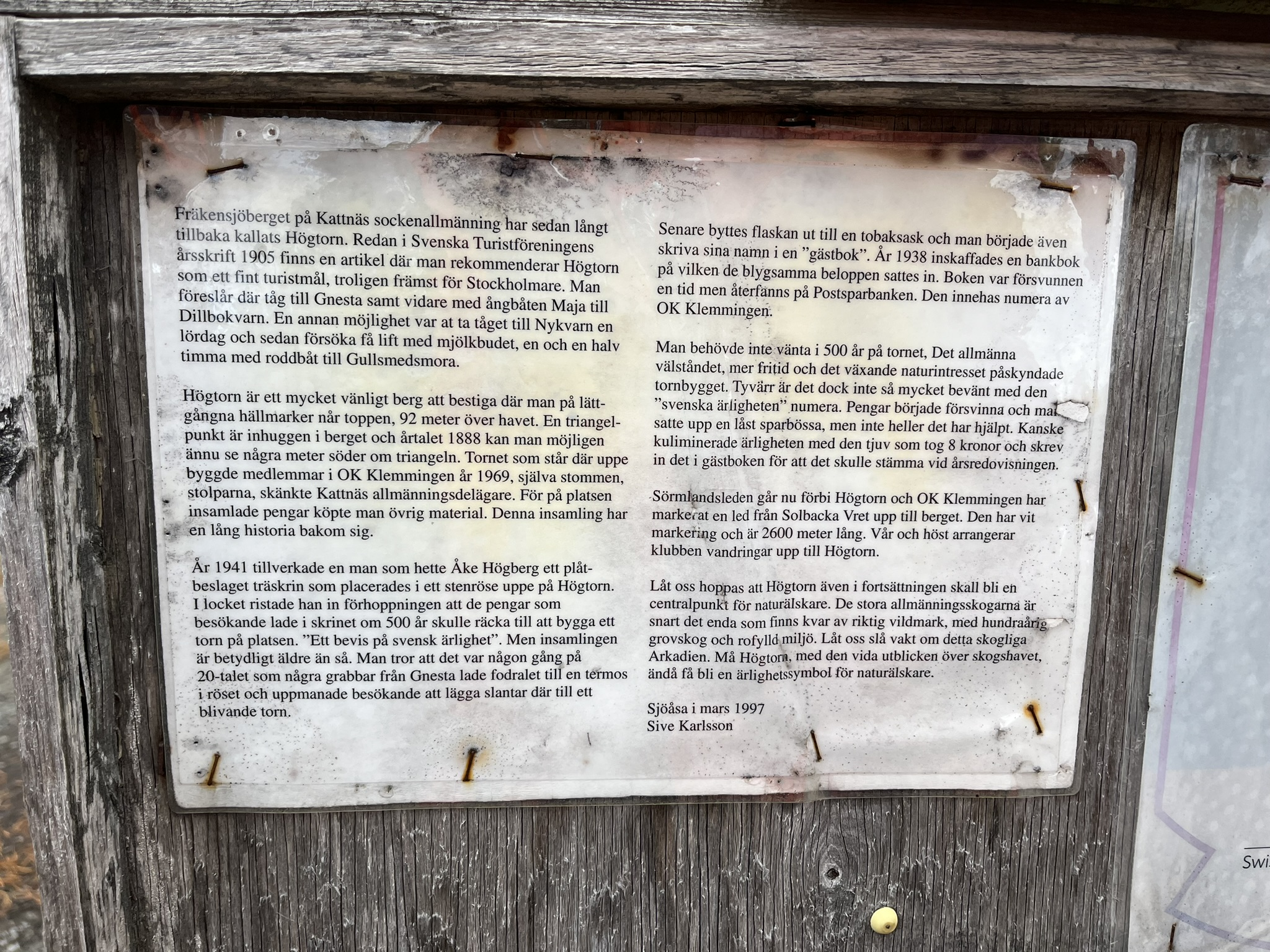
Informationsskylten om Högtorns historia